# Сан-Фернандо (Ла-Уніон)
Сан Фернандо, офіційна назва City of San Fernando (ілок. Ciudad ti San Fernando; панґ. Ciudad na San Fernando; філ. Lungsod ng San Fernando) — місто в провінції Ла Уніон, адміністративний центр регіону Ілокос (Регіон І) на Філіппінах. За даними перепису 2010 року мав населення 114 963 особи. Має площу 10 272 га.

## Клімат
Місто знаходиться у зоні, котра характеризується мусонним кліматом. Найтепліший місяць — квітень із середньою температурою 29.4 °C (85 °F). Найхолодніший місяць — січень, із середньою температурою 26.1 °С (79 °F).
| Клімат Сан Фернандо     | Клімат Сан Фернандо | Клімат Сан Фернандо | Клімат Сан Фернандо | Клімат Сан Фернандо | Клімат Сан Фернандо | Клімат Сан Фернандо | Клімат Сан Фернандо | Клімат Сан Фернандо | Клімат Сан Фернандо | Клімат Сан Фернандо | Клімат Сан Фернандо | Клімат Сан Фернандо | Клімат Сан Фернандо |
| Показник                | Січ.                | Лют.                | Бер.                | Квіт.               | Трав.               | Черв.               | Лип.                | Серп.               | Вер.                | Жовт.               | Лист.               | Груд.               | Рік                 |
| Абсолютний максимум, °C | 35                  | 37                  | 38                  | 40                  | 39                  | 38                  | 38                  | 36                  | 36                  | 36                  | 36                  | 36                  | 40                  |
| Середній максимум, °C   | 31                  | 32                  | 34                  | 35                  | 35                  | 34                  | 32                  | 32                  | 32                  | 32                  | 32                  | 31                  | 33                  |
| Середня температура, °C | 25                  | 26                  | 28                  | 29                  | 29                  | 28                  | 27                  | 27                  | 27                  | 27                  | 27                  | 26                  | 27                  |
| Середній мінімум, °C    | 20                  | 20                  | 22                  | 23                  | 23                  | 23                  | 23                  | 23                  | 23                  | 23                  | 22                  | 21                  | 22                  |
| Абсолютний мінімум, °C  | 14                  | 16                  | 17                  | 20                  | 21                  | 21                  | 20                  | 21                  | 21                  | 20                  | 17                  | 16                  | 14                  |
| Норма опадів, мм        | 0                   | 0                   | 10                  | 20                  | 180                 | 330                 | 600                 | 670                 | 400                 | 140                 | 40                  | 20                  | 2440                |
| Днів з дощем            | 1                   | 1                   | 0                   | 1                   | 9                   | 12                  | 15                  | 16                  | 16                  | 7                   | 3                   | 2                   | 88                  |
| Вологість повітря, %    | 73                  | 70                  | 71                  | 71                  | 75                  | 82                  | 84                  | 85                  | 85                  | 79                  | 76                  | 75                  | 77                  |
| ----------------------- | ------------------- | ------------------- | ------------------- | ------------------- | ------------------- | ------------------- | ------------------- | ------------------- | ------------------- | ------------------- | ------------------- | ------------------- | ------------------- |
| Джерело: Weatherbase    |                     |                     |                     |                     |                     |                     |                     |                     |                     |                     |                     |                     |                     |

## Історія
Сан Фернандо надано статус міста згідно з законом 8509, підписаним 13 лютого 1998 року, ратифікованим 20 березня 1998 року.

## Економіка
Сан Фернандо є фінансовим, промисловим та політичним центром провінції, а також офіційною столицею регіону Ілокос.
Населення Сан Фернандо зайняте, головним чином, в сільському господарстві (вирощування рису, бобових, овочів, коренеплодів, фруктових дерев, кукурудзи і тютюну). Також місцеві жителі займаються рибальством в прибережних районах.
В Сан Фернандо є багато готелів класу «А» та нічних клубів.
Щорічно з 28 січня по 15 лютого в місті святкується фієста.